# Taksówka (nadwozie)
Taksówka (ang. hackney cab) – typ samochodu osobowego skonstruowanego bezpośrednio do pełnienia roli taksówki, którego kształt nadwozia, aranżacja przedziału pasażerskiego czy instrumenty deski rozdzielczej odpowiadają na potrzeby związane z komercyjnym przewozem osób.
Najsłynniejszym przedsiębiorstwem, które wyspecjalizowało się w konstruowaniu kolejnych generacji samochodów bezpośrednio przeznaczonych do użytku przez korporacje taksówkarskie, było brytyjskie The London Taxi Company, które wyspecjalizowało się w wytwarzaniu kolejnych generacji tzw. londyńskich taksówek, czyli hackney carriage.

## Historia

### Początki
Pierwszy samochód osobowy opracowany od podstaw w celu pełnienia funkcji jako taksówka powstał jeszcze w XIX wieku, kiedy to w 1896 roku przedstawiony został projekt napędzanej prądem taksówki Bersey Electric Cab. Kolejnym słynnym projektem samochodu stworzonym z myślą o przewozie osób były tzw. Taksówki znad Marny, które w 1914 roku opracowało francuskie Renault. W tej i kolejnej dekadzie XX wieku serię samochodów zbudowanych dla flot taksówkarskich w różnych miastach Stanów Zjednocoznych budowało przedsiębiorstwo Yellow Cab Manufacturing Company z Chicago.

### Wielka Brytania
W 1930 roku brytyjski Austin Motor Company we współpracy z firmą Carbodies rozpoczął trwającą kolejne 9 lat produkcję pierwszej w historii taksówki Austin 12 Taxi opracowanej na potrzeby londyńskich korporacji. Model ten zainaugurował najsłynniejszy, najbardziej charakterystyczny i produkowany w kolejnych generacjach do dziś rodzaj tzw. londyńskiej taksówki, czyli hackney carriage. Po Austinie, wytwarzało ją The London Taxi Company, a po przejęciu firmy przez chińskie Geely i opracowaniu nowej generacji taksówki w 2017 roku - firma LEVC.
Wobec głównej taksówki londyńskiej inne brytyjskie firmy podejmowały się produkcji konkurencyjnych samochodów. W latach 1947–1953 wytwarzano model Nuffield Oxford Taxi, kolei na przełomie lat 90. XX wieku i pierwszej dekady XXI wieku dla brytyjskich taksówkarzy powstawał model Metrocab. Próby produkcji konkurencyjnej taksówki dla nowoczesnego LEVC TX w postaci modelu Ecotive Metrocab zakończyły się bankructwem firmy finansującej projekt. 

### Na świecie
Koncepcja brytyjskiej taksówki zdobyła na początku XXI wieku popularność także poza granicami Wielkiej Brytanii, gdzie The London Taxi Company eksporotwało ostatnią generację modeli TX4 także w wariancie z kierownicą po lewej stronie. Druga dekada XXI wieku przyniosła duże inwestycje w branżę samochodów opracowanych od podstaw jako taksówki - własną interpretację takiego samochodu w 2017 roku przedstawiła japońska Toyota w postaci podobnego do oryginalnej londyńskiej taksówki JPN Taxi. W 2021 roku takie samochody rozpoczęto produkować także w Chinach za pomocą modeli BYD D1 oraz Bestune NAT, a w 2022 samochód konstrukcyjnie przeznaczony do pełnienia funkcji jako taksówka przedstawiła Kia poprzez model Niro Plus.
Popularność zdobyło też głębokie modyfikowanie osobowo-dostawczych vanów w celu dostosowania ich do potrzeb przewozu osób. Takie rozwiązanie w latach 90. wdrożył Peugeot, skracając rozstaw osi i nadwozie, a także aranżując przestrzeń transportową modelu Expert. W rezultacie, szczególnie w Wielkiej Brytanii, zdobył Peugeot E7, wraz z konkurencyjnym Mercedesem Vito Taxi. W 2012 roku zadebiutował z kolei głęboko zmodyfikowany Nissan NV200, który zyskał przeprojektowaną konstrukcję i przestrzeń transportową dostosowaną do funkcjonowania taksówek w amerykańskim Nowym Jorku.

### Taksówka fabryczna
Pośrednią koncepcją, pomiędzy samochodami od podstaw opracowanymi jako taksówka a zwykłymi modelami prywatnie adaptowanymi do przewozu osób, są pakiety fabrycznie adaptujące samochody do funkcjonowania jako taksówka. Producenci samochodów oferują je na wyselekcjonowanych rynkach, oferując m.in. wbudowany kogut z napisem TAXI, taksometr i uboższą paletę kolorystyczną, w takich krajach jak Kolumbia dostosowaną do wymogów wobec malowania taksówek. Często dostępna jest też fabryczna instalacja LPG.
Pierwszym słynnym samochodem tego typu był Checker Taxi, który był fabrycznie zmodyfikowaną odmianą modelu Checker Marathon na potrzeby korporacji taksówkarskich głównie z Nowego Jorku, stając się jedną z najsłynniejszych nowojorskich taksówek. W czasach współczesnych tak fabrycznie zmodyfikowane samochody oferuje m.in. Kia z myślą o rynkach Azji Wschodniej i Ameryki Południowej, a także Toyota przy pomocy modelu Limo popularnego szczególnie m.in. w Tajlandii.